# Nati nel 1243
| Questa pagina contiene informazioni ricavate automaticamente dalle voci biografiche con l'ausilio del template Bio e di un bot. L'aggiornamento è periodico e automatico e ricostruisce completamente la pagina. Se manca una persona in questa lista, sei pregato di non aggiungerla, ma accertati piuttosto che la sua voce biografica contenga il template Bio e che i dati anagrafici siano correttamente compilati. Se il template Bio manca, inseriscilo tu stesso o, in alternativa, metti l'avviso {{tmp\|Bio}} che ne segnala la mancanza. Se i dati riportati sono sbagliati, correggi direttamente la voce biografica; le modifiche saranno visibili in questa lista entro pochi giorni. Per chiarimenti vedi il progetto biografie. La lista contiene solo le 13 persone che sono citate nell'enciclopedia e per le quali è stato implementato correttamente il template Bio. Pagina aggiornata al 26 apr 2025. |

- 31 maggio - Giacomo II di Maiorca, re († 1311)
- 6 giugno - Alice di Bretagna, nobildonna francese († 1288)
- 28 giugno - Go-Fukakusa, imperatore giapponese († 1304)
- 11 luglio - Robert Bruce, VI signore di Annandale, nobile e cavaliere medievale scozzese († 1304)
- 2 settembre - Gilberto di Clare, VII conte di Gloucester, nobile e condottiero inglese († 1295)
- Pietro Crisci da Foligno, religioso italiano († 1323)
- Giovanni Gersen, monaco cristiano italiano
- Leutold I di Kuenring-Dürnstein, nobile austriaco († 1312)
- Domenico del Val, santo spagnolo († 1250)
- Zhenjin, principe mongolo († 1286)
- Guecellone VI da Camino, nobile italiano († 1272)
- Luigi di Castiglia, principe († 1279)
- Filippo di Courtenay († 1283)